# Acrocyrtidus avarus
Acrocyrtidus avarus là một loài bọ cánh cứng trong họ Cerambycidae.